# Özlem Bulut
Özlem Bulut (* 1982 in Provinz Tunceli, Türkei) ist eine kurdisch-türkische Opern- und Jazzsängerin (Sopran), die in Österreich lebt und im Bereich der Weltmusik tätig ist. 

## Leben
Özlem Bulut begann ihre Laufbahn als Straßenmusikerin. Mit 14 Jahren besuchte sie das Städtische Konservatorium in Mersin und setzte ihr klassisches Gesangsstudium in Istanbul fort. Anschließend ging sie nach Wien, um dort mit einem Erasmus-Stipendium zu studieren. Parallel dazu war sie ab 2008 Mitglied im Chor der Wiener Staatsoper. Auch sang sie in der Opéra Bastille in Paris und von 2008 bis 2014 als festes Mitglied an der Wiener Volksoper.
In ihrem eigenen Projekt verbindet Bulut seit 2008 Elemente anatolischer und orientalischer Musik mit Jazz, Pop und Soul. Es folgten Auftritte beim Donauinselfest, im ORF-Radiokulturhaus und im Porgy and Bess. Die Musik stammt großteils vom Wiener Komponisten und Pianisten Marco Annau, der auch als Co/Autor und Coproduzent für das Projekt tätig ist. 2011 erschien ihr Debütalbum Bulut (Deutsch: Wolke). 
Seitdem trat sie mit ihrem Projekt in Österreich, England, Frankreich, Südafrika, Spanien, der Türkei, Polen, und in Deutschland auf, zum Beispiel im Musa Kulturzentrum in Göttingen oder im Wiener Konzerthaus.  Das Projekt gilt als Fusion östlicher (orientalischer) Musik mit westlichem Jazz und Pop, und wird dementsprechend als Weltmusik, Ethno-Jazz oder als Pop wahrgenommen. Die Texte sind in türkischer Sprache und durchaus zeitbezogen: in Fatma geht es um Kindheirat, im ID-song um ein Leben ohne Ausweis. 
2014 erschien ihr zweites Album mit der Özlem Bulut Band Aşk (Deutsch: Liebe) bei Austroplastic,  mit dem sie Platz 13 der World Music Charts Europe erreichte. 2015 wurde Aşk bei DMC in der Türkei veröffentlicht.
In der Sendereihe Kulturzeit berichtete der Sender 3sat über Bulut.

## Preise
- 2008: Förderpreis und Publikumspreis der Austrian World Music Awards[10]

- 2013: Mia Award[11]

## Diskografie
- Bulut (Austroplastic; 2011)
- Aşk (Austroplastic; 2014 / DMC; 2015)